# Excite
Excite (viết cách điệu là excite) là một tập hợp các trang web và dịch vụ, được đưa vào hoạt động từ tháng 12 năm 1995. Excite là một dịch vụ trực tuyến cung cấp nhiều nội dung, bao gồm một cổng thông tin Internet cập nhật tin tức và thời tiết, v.v. (chỉ bên ngoài Hoa Kỳ); là một công cụ tìm kiếm; là một email trên nền web, công cụ nhắn tin nhanh, trang báo giá tài chính và một trang chỉ mục người dùng tùy biến. Nội dung của nó được tổng hợp từ hơn 100 nguồn khác nhau.
Cổng thông tin và các dịch vụ của Excite được sở hữu bởi Excite Networks; nhưng tại Mỹ, Excite là một cổng thông tin cá nhân, gọi là My Excite, do Mindspark vận hành và sở hữu bởi IAC Search and Media.
Vào những năm 1990, Excite là một trong những thương hiệu Internet được biết đến rộng rãi nhất.

## Toàn cầu
Các website địa phương của Excite, không tính My Excite của Mỹ:
- Nhật Bản
- Tây Ban Nha
- Đức
- Ý
- Anh Quốc
- Hà Lan
- Ba Lan
- Pháp
- Thụy Sĩ (Đức)